# Satyrium johnsonii
Satyrium johnsonii är en orkidéart som beskrevs av Robert Allen Rolfe. Satyrium johnsonii ingår i släktet Satyrium och familjen orkidéer. Inga underarter finns listade i Catalogue of Life.